# Boris Kulagin
Boris Kulagin, ruski hokejist, nogometaš, igralec bandyja in hokejski trener, * 31. december 1924, Barnaul, Rusija, † 1988, Moskva, Rusija.
Kulagin je v sezonah 1947 in 1948 kot hokejist igral za klub VVS MVO Moskva, skupno na petnajstih prvenstvenih tekmah, na katerih je dosegel dva gola, obenem je igral tudi tako v sovjetski nogometni, kot tudi bandy ligi. Med letoma 1961 in 1971 je bil pomočnik trenerja Anatolija Tarasova v klubu CSKA Moskva, med letoma 1971 in 1976 je bila glavni trener kluba Krila Sovjetov, s katerim je v sezoni 1974 osvojil državni naslov, med letoma 1979 in 1984 pa je bil glavni trener še tretjega moskovskega kluba, Spartak Moskva. Med letoma 1972 in 1974 je bil pomočnik selektorja sovjetske reprezentance, ki jo je nato vodil do leta 1977. Pod njegovim vodstvom je reprezentanca osvojila en naslov olimpijskega in dva naslova svetovnega prvaka. Umrl je leta 1988 v starosti triinšestdesetih let. 